# Порту-Алегри-ду-Норти
Порту-Алегри-ду-Норти (порт. Porto Alegre do Norte) — муниципалитет в Бразилии, входит в штат Мату-Гросу. Составная часть мезорегиона Северо-восток штата Мату-Гроссу. Входит в экономико-статистический микрорегион Норти-Арагуая. Население составляет 14 000 человек на 2006 год. Занимает площадь 3977,416 км². Плотность населения — 2,4 чел./км².
Праздник города — 13 мая. 

## Статистика
- Валовой внутренний продукт на 2003 год составляет 28 661 392,00 реалов (данные: Бразильский институт географии и статистики).
- Валовой внутренний продукт на душу населения на 2003 год составляет 3156,89 реалов (данные: Бразильский институт географии и статистики).
- Индекс развития человеческого потенциала на 2000 год составляет 0,709 (данные: Программа развития ООН).